# Hope Ralph
Pour les articles homonymes, voir Ralph.
Hope Ralph née le 14 avril 2000 dans la région de Taranaki, est une joueuse de hockey sur gazon néo-zélandaise évoluant au poste d'attaquante au Central Falcons et pour l'équipe nationale néo-zélandaise,.

## Biographie
Elle a fait partie de l'équipe nationale pour concourir aux Jeux olympiques d'été de 2020 à Tokyo.